# Final de la Liga de Campeones de la UEFA 2010-11
La final de la Liga de Campeones de la UEFA 2010-2011, se disputó el 28 de mayo de 2011, en el Estadio de Wembley de Londres, Inglaterra. Fue la 56.ª edición de la final de la Copa de Europa y la 19.ª en el actual formato de Liga de Campeones, disputada por el FC Barcelona y el Manchester United.
El encuentro terminó con victoria del equipo español sobre los ingleses por 3–1, alzándose con su cuarto título en la competición.

## Antecedentes

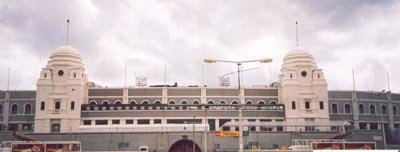
Antiguo Estadio de Wembley. En él se disputaron cinco finales de la Liga de Campeones.

El antiguo Estadio de Wembley acogió cinco finales de la Liga de Campeones antes de 2011. Las finales de 1968 y 1978 fueron ganadas por equipos ingleses: Manchester United, venció al Benfica por 4-1, en 1968 y Liverpool, derrotó 1-0 al Brujas de Bélgica, en 1978. Benfica también perdió en la final de 1963, por 2-1 ante el Milan, mientras que el Ajax ganó la primera de las tres Copas de Europa consecutivas en Wembley en 1971, superando al Panathinaikos por 2-0. En el 1992 el Barcelona derrotó a la Sampdoria por 1-0 en el último partido jugado en la Copa de Europa antes de la introducción de la siguiente temporada de la actual formato de Liga de Campeones.

## Elección de la sede
El estadio de Wembley fue elegido como sede para la final de 2011 en una reunión del Comité Ejecutivo de la UEFA celebrada en Nyon, Suiza, el 29 de enero de 2009. Otros estadios en la pelea para acoger la final fueron el Allianz Arena de Múnich y Estadio Olímpico de Berlín. El estadio Allianz Arena será la sede de la final de 2012.
| Inglaterra                   |                 |                 |                 |
| Ciudad                       | Estadio         |                 |                 |
| Londres                      | Wembley Stadium | Wembley Stadium | Wembley Stadium |
|                              |                 |                 |                 |
| 90 000 espectadores          |                 |                 |                 |
| Final Liga de Campeones 2011 |                 |                 |                 |

## Finalistas
En negrita, las finales ganadas.
| Equipos           | Finales jugadas anteriormente                        |
| ----------------- | ---------------------------------------------------- |
| FC Barcelona      | 1960-61, 1985-86, 1991-92, 1993-94, 2005-06, 2008-09 |
| Manchester United | 1967-68, 1998-99, 2007-08 y 2008-09.                 |

## Camino a Londres

### FC Barcelona
| Fecha                                                                  | Fase             | Sede                       | Equipo              |                       | Resultado |                       | Equipo              | Espectadores   |
| ---------------------------------------------------------------------- | ---------------- | -------------------------- | ------------------- | --------------------- | --------- | --------------------- | ------------------- | -------------- |
| 14 de septiembre                                                       | Grupo D          | Camp Nou, Barcelona        | FC Barcelona        | Bandera de España     | 5 - 1     | Bandera de Grecia     | Panathinaikos FC    | 69.738 Reporte |
| 29 de septiembre                                                       | Grupo D          | Estadio Central, Kazán     | FC Rubín Kazán      | Bandera de Rusia      | 1 - 1     | Bandera de España     | FC Barcelona        | 23.950 Reporte |
| 20 de octubre                                                          | Grupo D          | Camp Nou, Barcelona        | FC Barcelona        | Bandera de España     | 2 - 0     | Bandera de Dinamarca  | FC Copenhague       | 75.852 Reporte |
| 2 de noviembre                                                         | Grupo D          | Parken Stadion, Copenhague | FC Copenhague       | Bandera de Dinamarca  | 1 - 1     | Bandera de España     | FC Barcelona        | 37.049 Reporte |
| 24 de noviembre                                                        | Grupo D          | Estadio Olímpico, Atenas   | Panathinaikos FC    | Bandera de Grecia     | 0 - 3     | Bandera de España     | FC Barcelona        | 58.466 Reporte |
| 7 de diciembre                                                         | Grupo D          | Camp Nou, Barcelona        | FC Barcelona        | Bandera de España     | 2 - 0     | Bandera de Rusia      | FC Rubín Kazán      | 50.436 Reporte |
| FC Barcelona avanza a segunda fase, primero en su grupo con 14 puntos. |                  |                            |                     |                       |           |                       |                     |                |
| 16 de febrero                                                          | Octavos de final | Emirates Stadium, Londres  | Arsenal FC          | Bandera de Inglaterra | 2 - 1     | Bandera de España     | FC Barcelona        | 59.874 Reporte |
| 8 de marzo                                                             | Octavos de final | Camp Nou, Barcelona        | FC Barcelona        | Bandera de España     | 3 - 1     | Bandera de Inglaterra | Arsenal FC          | 95.486 Reporte |
| FC Barcelona avanza con un global de 4-3.                              |                  |                            |                     |                       |           |                       |                     |                |
| 6 de abril                                                             | Cuartos de final | Camp Nou, Barcelona        | FC Barcelona        | Bandera de España     | 5 - 1     | Bandera de Ucrania    | FC Shakhtar Donetsk | 86.518 Reporte |
| 12 de abril                                                            | Cuartos de final | Donbass Arena, Donetsk     | FC Shakhtar Donetsk | Bandera de Ucrania    | 0 - 1     | Bandera de España     | FC Barcelona        | 50.000 Reporte |
| FC Barcelona avanza con un global de 6-1.                              |                  |                            |                     |                       |           |                       |                     |                |
| 27 de abril                                                            | Semifinal        | Santiago Bernabéu, Madrid  | Real Madrid         | Bandera de España     | 0 - 2     | Bandera de España     | FC Barcelona        | 78.943 Reporte |
| 3 de mayo                                                              | Semifinal        | Camp Nou, Barcelona        | FC Barcelona        | Bandera de España     | 1 - 1     | Bandera de España     | Real Madrid         | 95.701 Reporte |
| FC Barcelona avanza a la final con un global de 3-1.                   |                  |                            |                     |                       |           |                       |                     |                |

### Manchester United
| Fecha                                                                       | Fase             | Sede                         | Equipo                |                       | Resultado |                       | Equipo                | Espectadores   |
| --------------------------------------------------------------------------- | ---------------- | ---------------------------- | --------------------- | --------------------- | --------- | --------------------- | --------------------- | -------------- |
| 14 de septiembre                                                            | Grupo C          | Old Trafford, Mánchester     | Manchester United     | Bandera de Inglaterra | 0 - 0     | Bandera de Escocia    | Rangers               | 74.408 Reporte |
| 29 de septiembre                                                            | Grupo C          | Mestalla, Valencia           | Valencia              | Bandera de España     | 0 - 1     | Bandera de Inglaterra | Manchester United     | 34.946 Reporte |
| 20 de octubre                                                               | Grupo C          | Old Trafford, Mánchester     | Manchester United     | Bandera de Inglaterra | 4 - 0     | Bandera de Turquía    | Bursaspor             | 72.610 Reporte |
| 2 de noviembre                                                              | Grupo C          | Bursa Atatürk, Bursa         | Bursaspor             | Bandera de Turquía    | 0 - 3     | Bandera de Inglaterra | Manchester United     | 19.050 Reporte |
| 24 de noviembre                                                             | Grupo C          | Ibrox Stadium, Glasgow       | Rangers               | Bandera de Escocia    | 0 - 1     | Bandera de Inglaterra | Manchester United     | 49.764 Reporte |
| 7 de diciembre                                                              | Grupo C          | Old Trafford, Mánchester     | Manchester United     | Bandera de Inglaterra | 1 - 1     | Bandera de España     | Valencia              | 74.513 Reporte |
| Manchester United avanza a segunda fase, primero en su grupo con 14 puntos. |                  |                              |                       |                       |           |                       |                       |                |
| 23 de febrero                                                               | Octavos de final | Stade Vélodrome, Marsella    | Olympique de Marsella | Bandera de Francia    | 0 - 0     | Bandera de Inglaterra | Manchester United     | 57.957 Reporte |
| 15 de marzo                                                                 | Octavos de final | Old Trafford, Mánchester     | Manchester United     | Bandera de Inglaterra | 2 - 1     | Bandera de Francia    | Olympique de Marsella | 73.996 Reporte |
| Manchester United avanza con un global de 2-1.                              |                  |                              |                       |                       |           |                       |                       |                |
| 6 de abril                                                                  | Cuartos de final | Stamford Bridge, Londres     | Chelsea FC            | Bandera de Inglaterra | 0 - 1     | Bandera de Inglaterra | Manchester United     | 37.915 Reporte |
| 12 de abril                                                                 | Cuartos de final | Old Trafford, Mánchester     | Manchester United     | Bandera de Inglaterra | 2 - 1     | Bandera de Inglaterra | Chelsea FC            | 74.672 Reporte |
| Manchester United avanza con un global de 3-1.                              |                  |                              |                       |                       |           |                       |                       |                |
| 26 de abril                                                                 | Semifinal        | Veltins-Arena, Gelsenkirchen | FC Schalke 04         | Bandera de Alemania   | 0 - 2     | Bandera de Inglaterra | Manchester United     | 54.142 Reporte |
| 4 de mayo                                                                   | Semifinal        | Old Trafford, Mánchester     | Manchester United     | Bandera de Inglaterra | 4 - 1     | Bandera de Alemania   | FC Schalke 04         | 74.687 Reporte |
| Manchester United avanza a la final con un global de 6-1.                   |                  |                              |                       |                       |           |                       |                       |                |

## Previa

### El logo

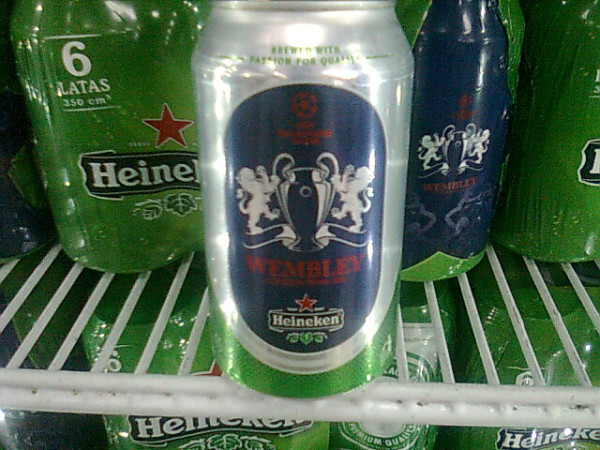
El logo de la final en una lata de Heineken.

En 2011 el diseño de la Final de la Champions League fue en un color morado de fondo; en el logotipo se mostró el trofeo de la competición, custodiado por dos leones que representan a los dos equipos que la disputaron.

### El balón de la final
Al igual que en las últimas diez finales de la Liga de Campeones de la UEFA (a partir de la final de 2001), el balón será proporcionado por la empresa alemana Adidas. Revelado el 14 de febrero de 2011, el balón Adidas Finale London cuenta con la "Starball", diseño sinónimo de la Liga de Campeones de la UEFA. La propia pelota es de color blanco oscuro con estrellas rojas, la conexión a una estrella central, de color naranja brillante. Técnicamente, las características de la pelota son las mismas, en su estructura, que el Adidas Finale Madrid, que se utilizó para la final de 2010.

### Las entradas
Aunque el estadio de Wembley cuenta con capacidad para 90.000 espectadores, la capacidad neta para la final será de aproximadamente 86.000 espectadores. Los dos equipos que llegan a la final se asignarán 25.000 entradas cada uno, mientras que más de 11.000 entradas fueron puestas a la venta general. Los precios del boletaje iban desde los 80₤ para discapacitados, 150₤ en categoría 3, 225₤ en Categoría 2 y 300₤ en Categoría 1. El período de compra para los tickets se abrió el 24 de febrero de 2011 y se cerró a las 17:00 (GMT) del 18 de marzo.
Un evento de lanzamiento de entradas se celebró en el Ayuntamiento de Londres el 17 de febrero de 2011. El evento también fue utilizado para promover el inicio de la venta de entradas, con la asistencia del embajador de la final, el exfutbolista Gary Lineker, su contraparte de la final femenina Hope Powell, el embajador del Festival de UEFA Champions Graeme Le Saux, entre otros. Le Saux y Powell presentaron las primeras entradas simbólicas para la final por cuatro niños de escuelas locales.

## El partido
| 1     | POR   | Víctor Valdés     |       |
| 2     | DEF   | Daniel Alves      | 88'   |
| 14    | DEF   | Javier Mascherano |       |
| 3     | DEF   | Gerard Piqué      |       |
| 22    | DEF   | Éric Abidal       |       |
| 16    | MED   | Sergio Busquets   |       |
| 6     | MED   | Xavi Hernández    |       |
| 8     | MED   | Andrés Iniesta    |       |
| 10    | DEL   | Lionel Messi      |       |
| 7     | DEL   | David Villa       | 86'   |
| 17    | DEL   | Pedro Rodríguez   | 90+2' |
| D. T. | D. T. | Josep Guardiola   |       |

| 1     | POR   | Edwin van der Sar |     |
| 20    | DEF   | Fábio da Silva    | 69' |
| 5     | DEF   | Rio Ferdinand     |     |
| 15    | DEF   | Nemanja Vidić     |     |
| 3     | DEF   | Patrice Evra      |     |
| 25    | MED   | Antonio Valencia  |     |
| 16    | MED   | Michael Carrick   | 77' |
| 11    | MED   | Ryan Giggs        |     |
| 13    | MED   | Park Ji-Sung      |     |
| 10    | DEL   | Wayne Rooney      |     |
| 14    | DEL   | Javier Hernández  |     |
| D. T. | D. T. | Alex Ferguson     |     |

| 15 | MED | Seydou Keita    | 86'   |
| 5  | DEF | Carles Puyol    | 88'   |
| 20 | MED | Ibrahim Afellay | 90+2' |

| 17 | DEL | Nani         | 69' |
| 18 | MED | Paul Scholes | 77' |

| 27' · 54' · 70' | Pedro Rodríguez Lionel Messi David Villa | 1:0 2:1 3:1 |

| 34' | Wayne Rooney | 1:1 |

| 60' · 85' | Dani Alves Gerard Piqué |

| 61' · 79' | Michael Carrick Antonio Valencia |

| Principal  | Viktor Kassai |
| Asistentes | Gábor Erös    |
|            | György Ring   |
| Cuarto     | István Vad    |

| Áreas | Mihály Fábián |
|       | Tamás Bognar  |

|                    |    |    |
| Tiros              | 22 | 4  |
| Tiros a puerta     | 12 | 1  |
| Faltas             | 5  | 16 |
| Saques de esquina  | 6  | 0  |
| Fueras de juego    | 1  | 5  |
| Posesión del balón | 63 | 37 |

| Alineación inicial |

| 1     | POR   | Víctor Valdés     |       |
| 2     | DEF   | Daniel Alves      | 88'   |
| 14    | DEF   | Javier Mascherano |       |
| 3     | DEF   | Gerard Piqué      |       |
| 22    | DEF   | Éric Abidal       |       |
| 16    | MED   | Sergio Busquets   |       |
| 6     | MED   | Xavi Hernández    |       |
| 8     | MED   | Andrés Iniesta    |       |
| 10    | DEL   | Lionel Messi      |       |
| 7     | DEL   | David Villa       | 86'   |
| 17    | DEL   | Pedro Rodríguez   | 90+2' |
| D. T. | D. T. | Josep Guardiola   |       |

| 1     | POR   | Edwin van der Sar |     |
| 20    | DEF   | Fábio da Silva    | 69' |
| 5     | DEF   | Rio Ferdinand     |     |
| 15    | DEF   | Nemanja Vidić     |     |
| 3     | DEF   | Patrice Evra      |     |
| 25    | MED   | Antonio Valencia  |     |
| 16    | MED   | Michael Carrick   | 77' |
| 11    | MED   | Ryan Giggs        |     |
| 13    | MED   | Park Ji-Sung      |     |
| 10    | DEL   | Wayne Rooney      |     |
| 14    | DEL   | Javier Hernández  |     |
| D. T. | D. T. | Alex Ferguson     |     |

| 15 | MED | Seydou Keita    | 86'   |
| 5  | DEF | Carles Puyol    | 88'   |
| 20 | MED | Ibrahim Afellay | 90+2' |

| 17 | DEL | Nani         | 69' |
| 18 | MED | Paul Scholes | 77' |

| 27' · 54' · 70' | Pedro Rodríguez Lionel Messi David Villa | 1:0 2:1 3:1 |

| 34' | Wayne Rooney | 1:1 |

| 60' · 85' | Dani Alves Gerard Piqué |

| 61' · 79' | Michael Carrick Antonio Valencia |

| Principal  | Viktor Kassai |
| Asistentes | Gábor Erös    |
|            | György Ring   |
| Cuarto     | István Vad    |

| Áreas | Mihály Fábián |
|       | Tamás Bognar  |

|                    |    |    |
| Tiros              | 22 | 4  |
| Tiros a puerta     | 12 | 1  |
| Faltas             | 5  | 16 |
| Saques de esquina  | 6  | 0  |
| Fueras de juego    | 1  | 5  |
| Posesión del balón | 63 | 37 |

| Alineación inicial |

| 1     | POR   | Víctor Valdés     |       |
| 2     | DEF   | Daniel Alves      | 88'   |
| 14    | DEF   | Javier Mascherano |       |
| 3     | DEF   | Gerard Piqué      |       |
| 22    | DEF   | Éric Abidal       |       |
| 16    | MED   | Sergio Busquets   |       |
| 6     | MED   | Xavi Hernández    |       |
| 8     | MED   | Andrés Iniesta    |       |
| 10    | DEL   | Lionel Messi      |       |
| 7     | DEL   | David Villa       | 86'   |
| 17    | DEL   | Pedro Rodríguez   | 90+2' |
| D. T. | D. T. | Josep Guardiola   |       |

| 1     | POR   | Edwin van der Sar |     |
| 20    | DEF   | Fábio da Silva    | 69' |
| 5     | DEF   | Rio Ferdinand     |     |
| 15    | DEF   | Nemanja Vidić     |     |
| 3     | DEF   | Patrice Evra      |     |
| 25    | MED   | Antonio Valencia  |     |
| 16    | MED   | Michael Carrick   | 77' |
| 11    | MED   | Ryan Giggs        |     |
| 13    | MED   | Park Ji-Sung      |     |
| 10    | DEL   | Wayne Rooney      |     |
| 14    | DEL   | Javier Hernández  |     |
| D. T. | D. T. | Alex Ferguson     |     |

| 15 | MED | Seydou Keita    | 86'   |
| 5  | DEF | Carles Puyol    | 88'   |
| 20 | MED | Ibrahim Afellay | 90+2' |

| 17 | DEL | Nani         | 69' |
| 18 | MED | Paul Scholes | 77' |

| 27' · 54' · 70' | Pedro Rodríguez Lionel Messi David Villa | 1:0 2:1 3:1 |

| 34' | Wayne Rooney | 1:1 |

| 60' · 85' | Dani Alves Gerard Piqué |

| 61' · 79' | Michael Carrick Antonio Valencia |

| Principal  | Viktor Kassai |
| Asistentes | Gábor Erös    |
|            | György Ring   |
| Cuarto     | István Vad    |

| Áreas | Mihály Fábián |
|       | Tamás Bognar  |

|                    |    |    |
| Tiros              | 22 | 4  |
| Tiros a puerta     | 12 | 1  |
| Faltas             | 5  | 16 |
| Saques de esquina  | 6  | 0  |
| Fueras de juego    | 1  | 5  |
| Posesión del balón | 63 | 37 |

| Alineación inicial |

| 1     | POR   | Víctor Valdés     |       |
| 2     | DEF   | Daniel Alves      | 88'   |
| 14    | DEF   | Javier Mascherano |       |
| 3     | DEF   | Gerard Piqué      |       |
| 22    | DEF   | Éric Abidal       |       |
| 16    | MED   | Sergio Busquets   |       |
| 6     | MED   | Xavi Hernández    |       |
| 8     | MED   | Andrés Iniesta    |       |
| 10    | DEL   | Lionel Messi      |       |
| 7     | DEL   | David Villa       | 86'   |
| 17    | DEL   | Pedro Rodríguez   | 90+2' |
| D. T. | D. T. | Josep Guardiola   |       |

| 1     | POR   | Edwin van der Sar |     |
| 20    | DEF   | Fábio da Silva    | 69' |
| 5     | DEF   | Rio Ferdinand     |     |
| 15    | DEF   | Nemanja Vidić     |     |
| 3     | DEF   | Patrice Evra      |     |
| 25    | MED   | Antonio Valencia  |     |
| 16    | MED   | Michael Carrick   | 77' |
| 11    | MED   | Ryan Giggs        |     |
| 13    | MED   | Park Ji-Sung      |     |
| 10    | DEL   | Wayne Rooney      |     |
| 14    | DEL   | Javier Hernández  |     |
| D. T. | D. T. | Alex Ferguson     |     |

| 15 | MED | Seydou Keita    | 86'   |
| 5  | DEF | Carles Puyol    | 88'   |
| 20 | MED | Ibrahim Afellay | 90+2' |

| 17 | DEL | Nani         | 69' |
| 18 | MED | Paul Scholes | 77' |

| 27' · 54' · 70' | Pedro Rodríguez Lionel Messi David Villa | 1:0 2:1 3:1 |

| 34' | Wayne Rooney | 1:1 |

| 60' · 85' | Dani Alves Gerard Piqué |

| 61' · 79' | Michael Carrick Antonio Valencia |

| Principal  | Viktor Kassai |
| Asistentes | Gábor Erös    |
|            | György Ring   |
| Cuarto     | István Vad    |

| Áreas | Mihály Fábián |
|       | Tamás Bognar  |

|                    |    |    |
| Tiros              | 22 | 4  |
| Tiros a puerta     | 12 | 1  |
| Faltas             | 5  | 16 |
| Saques de esquina  | 6  | 0  |
| Fueras de juego    | 1  | 5  |
| Posesión del balón | 63 | 37 |

| Alineación inicial |

|                      |
| Bandera de España    |
| Campeón FC Barcelona |
| 4.º título           |